# Juaaka Lyberth
Karl Johan Juaaka Lyberth (født 1952 i Uumannaq) er en grønlandsk musiker, lyriker og forfatter. Han blev i 1970'erne populær på de store Aasivik sommerstævner hvor han spillede med Aasivik Band. I 2014 blev han nomineret til Nordisk Råds Litteraturpris for romanen Naleqqusseruttortut udgivet i 2012. Han er gift med Asii Chemnitz Narup.
Han har med Aasivik Band  udgivet pladerne "Kalaaleqatikka – mine frænder" (1978) og "Oqaluttuat – fortællinger" (1983). Han har også udgivet børnepladen ”Fam”, Grønlands første børneplade indspillet i 1979 sammen med børn under et Aasivik-stævne i Uummannaq-fjorden. I 2000 modtog han Det Grønlandske Hjemmestyres Kulturpris. I 2011 udgav han sin først plade siden 1983, en samling kærlighedssange med titlen Naasumik paju.